# Vôlvulo
Vôlvulo (do latim ''volvere'', enrolar) ou volvo é a torção de um órgão oco em torno de seu ponto de inserção, o que ocorre mais frequentemente quando uma parte do  intestino  gira em torno de si mesma e do mesentério que a sustenta, resultando em uma obstrução intestinal. Os sintomas incluem dor, distensão abdominal, vômito de bílis, prisão de ventre e fezes com sangue. A evolução dos sintomas pode ser rápida ou gradual. O mesentério pode ser torcido a ponto de impedir o sangue de fluir para essa parte do intestino, a qual pode então necrosar por isquemia. Essa situação pode causar febre e mais peritonite, com dor significativa quando o abdómen é tocado.
Os mais antigos casos conhecidos de vólvulo foram descritos no Egito antigo, em 1550 a.C. 
O nome histórico deste tipo de oclusão era paixão-ilíaca.

## Causas
O vôlvulo do intestino médio ocorre em pessoas (geralmente bebês)  predispostas em decorrência da malformação conhecida como má rotação intestinal. Outros fatores de risco incluem o aumento do cólon, a doença de Hirschsprung, gravidez, aderências abdominais e conteúdo intestinal anormal (por exemplo, íleo meconial). Em crianças o intestino delgado é a parte mais frequentemente envolvida. Em adultos com fatores predisponentes menos importantes, tais como tecido intestinal redundante (em excesso, inadequadamente suportado) e obstipação, as partes mais comummente afetadas são o cólon transverso, o cólon sigmóide e o ceco, pois são as partes mais móveis. O estômago também pode ser afetado. 

## Diagnóstico

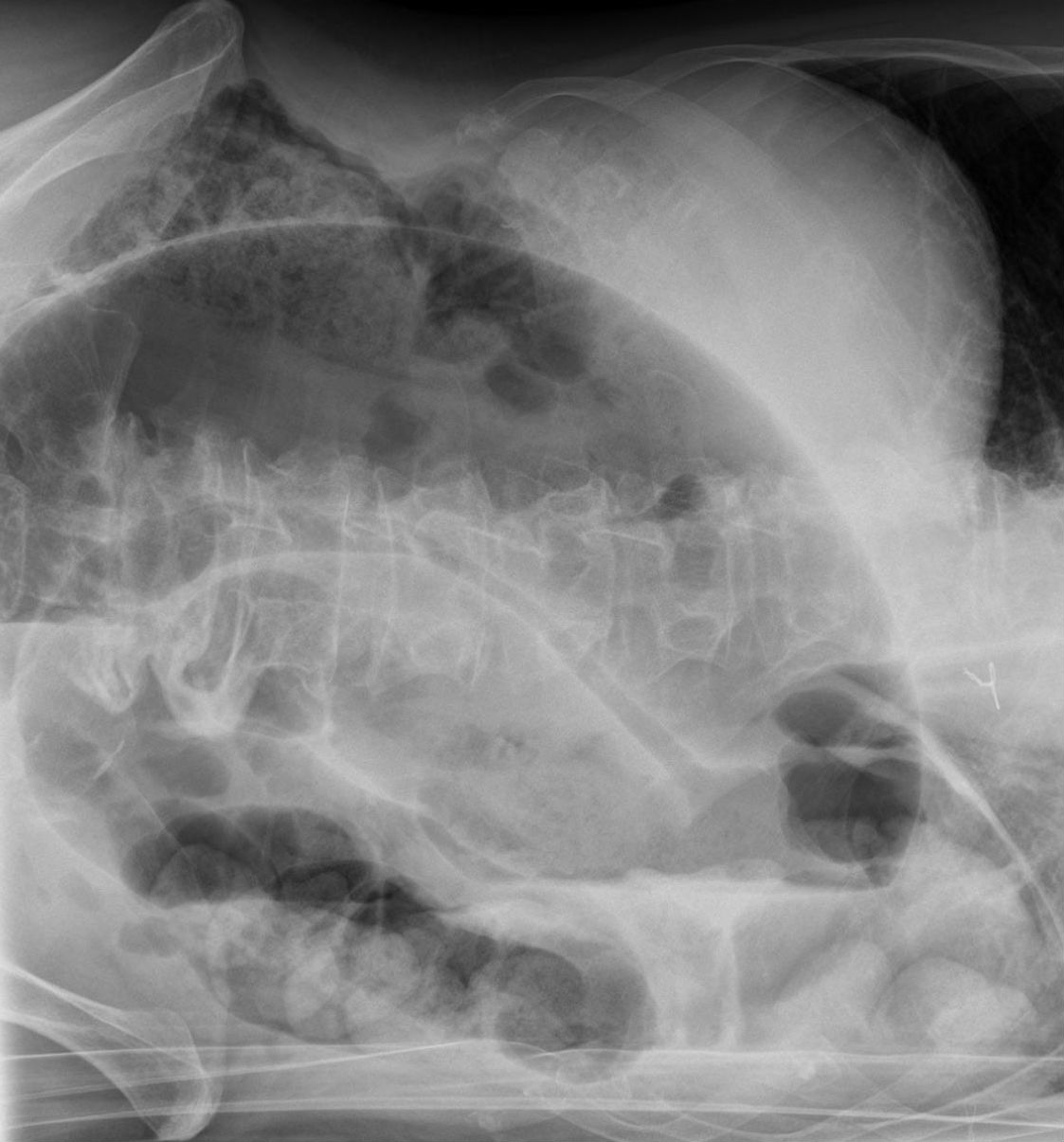
Vôlvulos do sigmoide com característica aparência de "grãos de café".

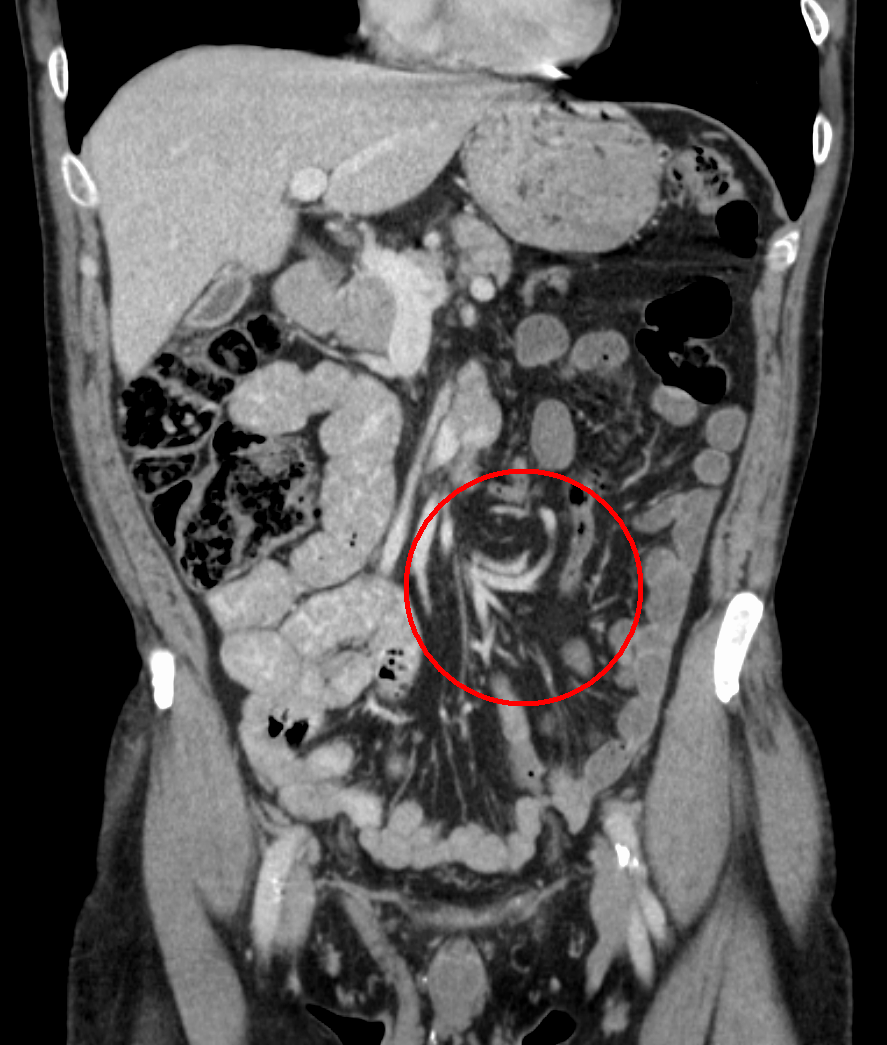
TC de vôlvulo do intestino delgado.

A clínica é típica de abdômen agudo. O diagnóstico normalmente é feito com Raio-X (parece um balão radiolúcido ou com grãos de café) e tomografia computadorizada.
Diagnósticos diferenciais incluem as causas mais comuns de obstrução intestinal mecânica: diverticulite, adenocarcinoma de cólon, doenças inflamatórias intestinais (Colite ulcerosa e Crohn)

## Tratamento
O tratamento inicial para a vôlvulo do sigmoide pode ser feito através de sigmoidoscopia ou com um enema de bário. Devido ao alto risco de recorrência, uma ressecção intestinal (remover a parte afetada cirurgicamente) dentro dos próximos dois dias é geralmente recomendada. Se o intestino estiver a sem suprimento de sangue (estrangulado/isquêmico) deve-se fazer cirurgia urgentemente. No vôlvulo cecal, geralmente o ceco precisa ser removido cirurgicamente, mas, se o ceco ainda está saudável e bem irrigado, pode ser retornado para a posição normal e suturado na parede abdominal. Colonoscopia e tubo retal para corrigir a posição do cólon tem um elevado nível de recorrência, portanto, assim como a colostomia só deve ser usada em pacientes debilitados demais para uma cirurgia de ressecção.

## Epidemiologia
Ocorrem com mais frequência na África, Oriente Médio e Índia. Nos Estados Unidos afetam de 2 a 3 por cada 100.000 pessoas por ano. Sigmóide e cecal normalmente ocorrem entre os 30 e 70 anos. O prognóstico está principalmente relacionada à presença ou não de necrose.